# 漠河舞厅
《漠河舞厅》是音樂人柳爽於2020年3月18日发布的一首以愛情為主題的歌曲，2021年10月在短视频平台爆红，相关视频播放量超过30亿次，新浪微博相关话题超过3亿的阅读量。

## 創作
2019年冬，柳爽來到黑龍江省漠河的一家舞厅，並且和一位名叫张德全（化名）的老人聊天，時間持續不到5分鐘。他得知老人妻子在1987年大兴安岭火灾中遇难，两人没有子女，此后他也未曾再娶，只是經常到舞厅跳舞怀念自己的亡妻。柳爽回到北京后根據該故事以及加入自己的現象後創作了《漠河舞厅》。柳爽後來表示他在創作這首歌時正在循環播放谭咏麟《迟来的春天》，這給他了創作靈感。

## 傳播
《漠河舞厅》是一首带有民谣风格的流行歌曲，编曲上的律动和空间感十足，让听众仿佛置身于80年代的舞厅中。评论认为歌曲所描绘的个人浪漫故事满足了集体的爱情幻想是其走红的关键。2021年10月下旬有网友将电影《白日焰火》中廖凡的舞步配上歌曲作为背景音乐让歌曲走红。《漠河舞厅》登上各大音乐网站热搜榜第一，有人受歌曲影響特地來到柳爽曾經到訪過的漠河舞廳探訪张德全下落，也有人開始關注1987年大兴安岭火灾、漠河以及舞廳。漠河文体旅游局也藉著歌曲宣傳漠河。該歌曲還成為電影《平原上的火焰》的推广曲。歌曲走红后，原唱柳爽发文对歌曲本身和背后故事的质疑进行了回应。